# Claustrofobia

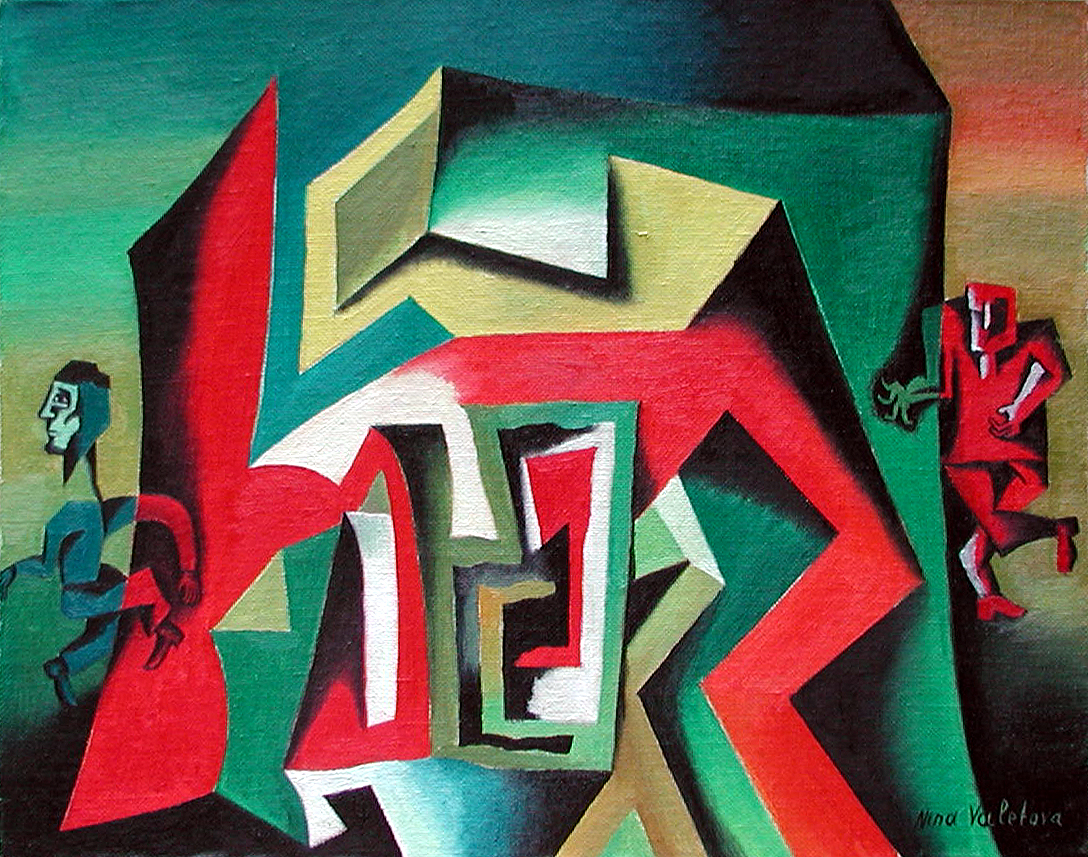
Claustrofobia de Nina Valetova, pintora ruso-estadounidense de realismo metafísico

La claustrofobia es el miedo o pánico intensos e incontrolables a estar en espacios cerrados o limitados (DSM-V, 2013), es una fobia específica dentro de los trastornos de ansiedad.

Al ser un miedo a los espacios cerrados, aquellos que la padecen suelen evitar los ascensores, los túneles, los aviones, las habitaciones pequeñas, el uso de técnicas de diagnóstico médico como la tomografía axial computarizada o la imagen por resonancia magnética, etc. Y es que la persona claustrofóbica no tiene miedo al espacio cerrado en sí mismo, sino a las posibles consecuencias negativas de estar en ese lugar, como quedarse encerrado para siempre o la asfixia por creer que no hay suficiente aire en ese lugar. 

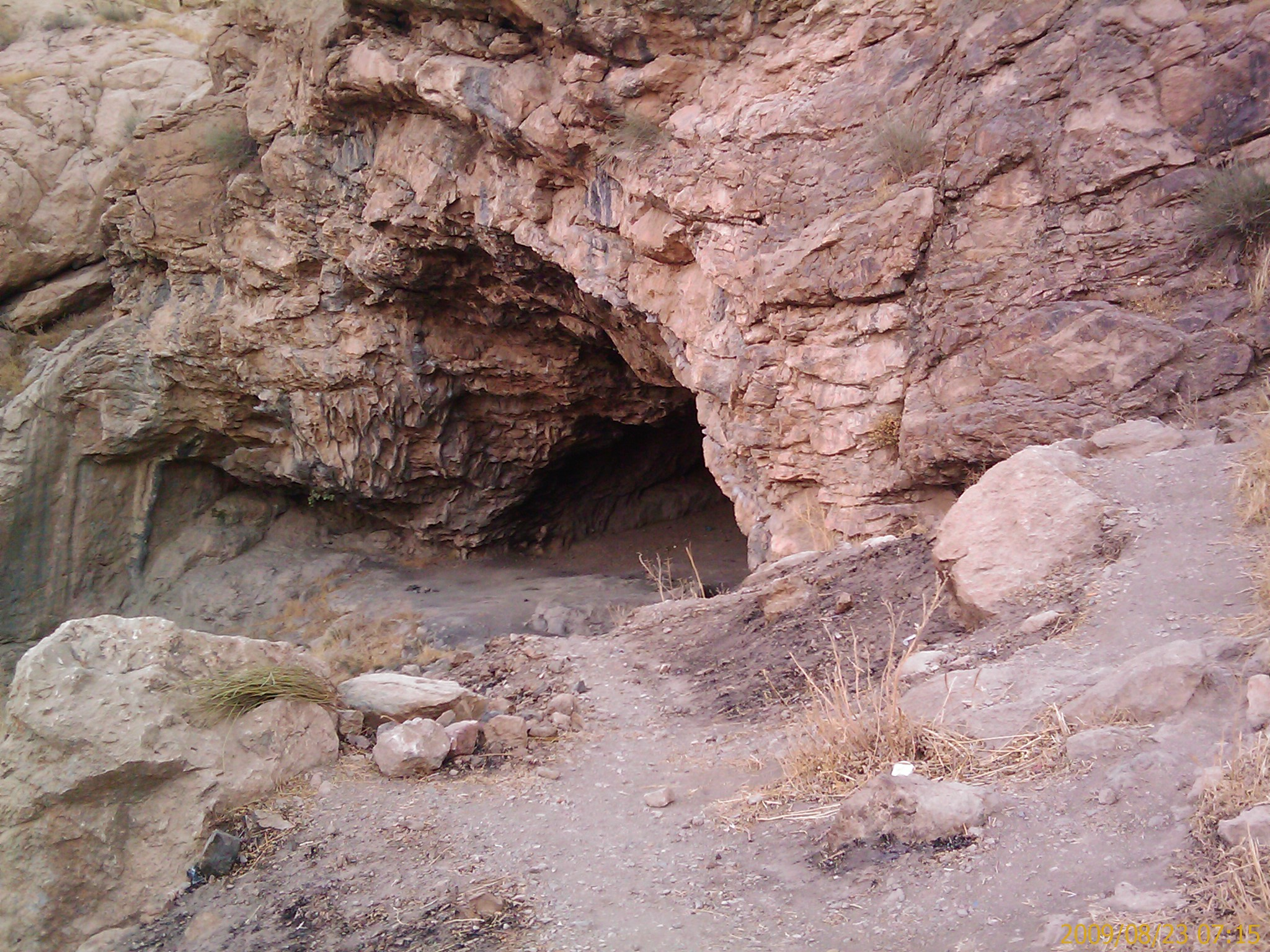
Quedarse atrapado en un pequeño agujero es uno de los mayores temores de un claustrofóbico.

La mayoría de los espacios pequeños y cerrados suponen un riesgo de quedarse encerrado, como en un ascensor, y una limitación de los movimientos, por lo que las personas con claustrofobia pueden sentirse muy vulnerables al limitarlos de esa forma los movimientos.
Cuando una persona claustrofóbica anticipa que va a entrar o entra en un espacio cerrado, experimenta una reacción de ansiedad intensa como falta de aire, palpitaciones rápidas o mareo. Debido a estos síntomas, normalmente se evitan los espacios cerrados. Por ejemplo, subir por las escaleras de doce pisos antes que usar el ascensor, negarse a que le practiquen una tomografía axial computarizada, no se considera utilizar el tren o el metro o los transportes públicos en general ya que estos, por definición, estarían incluidos en la agorafobia. Como en otras fobias específicas, la respuesta de ansiedad disminuye considerablemente cuando la persona abandona el sitio cerrado.

## Etimología
Este término fue acuñado por el profesor de psiquiatría clínica italiano Andrea Verga e introducido y popularizado en Francia por el neurólogo Benjamin Ball en su obra De la claustrofobia (Société Médico-psychologique, 1879), y se conforma del latín claustrum ‘[lugar] cerrado’ y el sufijo griego -φόβος -phóbos ‘fobia, miedo’; en español llega a través del francés claustrophobie, y este del italiano claustrofobia.
Una persona que padece de claustrofobia es «claustrófobo, -ba» o «claustrofóbico, -ca», aunque la segunda goza de mayor uso.

## Epidemiología
Un estudio indica que entre el 5 % y el 7 % de la población mundial sufre de claustrofobia severa, pero sólo un pequeño porcentaje de ellos recibe tratamiento para el trastorno. Así mismo, se estima que entre el 8 % y 6 % de la población general padece de claustrofobia, originada generalmente por haber vivido una experiencia desagradable en un espacio cerrado (como quedarse encerrado en un ascensor). Sin embargo, también el miedo a los espacios cerrados puede adquirirse indirectamente, por recibir información sobre experiencias desagradables en espacios cerrados o ver a alguien pasar por una experiencia de este tipo, cabe resaltar que dichas personas que sufren de este trastorno mental deben evitar los espacios cerrados, ya que una vez que empieza este trastorno es difícil de controlar a la persona, ya que empieza a desesperarse. Hay distintos grados de claustrofobia, en el sentido de que no todas las personas la sufren igual, y de que algunas no se alteran tanto.

## Causas

### Amígdala cerebral

La estructura que se muestra en rojo es la amígdala cerebral.

La amígdala cerebral es una de las estructuras más pequeñas del cerebro humano, pero de lejos una de las más poderosas. La amígdala condiciona el miedo o la razón para la respuesta de lucha o huida. Algunos estudios mostraron que la estructura cerebral encargada de la respuesta al miedo, la llamada amígdala cerebral, tenía un menor tamaño en pacientes con fobia, provocando reacciones exageradas ante situaciones de miedo.

### Condicionamiento clásico
La claustrofobia se desarrolla cuando los espacios confinados son psicológicamente sinónimos de peligro inminente. Es la consecuencia de una experiencia traumática vivida durante la infancia, aunque los síntomas pueden aparecer en cualquier momento de la vida de un individuo. Tal experiencia puede ocurrir una o varias veces para marcar el espíritu. La mayoría de los claustrofóbicos, participantes en un estudio realizado por el psicólogo clínico sueco Lars-Göran Öst, informaron que su fobia se había “desarrollado durante el acondicionamiento”. En la mayoría de los casos, la claustrofobia parece ser el resultado de una experiencia pasada.
El término «experiencia pasada», según un autor, puede extenderse al momento del nacimiento. En Claustrophobia and the Fear of Death and Dying de John A. Speyrer, el lector llega a la conclusión de que la alta frecuencia de la claustrofobia se debe al trauma del nacimiento, sobre el cual dice que es “una de las experiencias más horrendas que podemos tener durante nuestra vida y toda la vida”, y es en este momento de impotencia que el bebé desarrolla claustrofobia.

#### Experiencias condicionantes
Algunos ejemplos de experiencias comunes que podrían provocar la aparición de claustrofobia en niños (o adultos) son los siguientes:
- Un niño (o, con menos frecuencia, un adulto) es encerrado en una habitación a obscuras y no puede encontrar la puerta ni el interruptor de la luz.
- Un niño es encerrado en una caja.
- Un niño está encerrado en un armario.
- Un niño cae en una piscina profunda y no sabe nadar.
- Un niño se separa de sus padres en una gran multitud y se pierde.
- Un niño mete la cabeza entre los barrotes de una valla y luego no puede volver a salir.
- Un niño se mete en un agujero y se atasca o no puede encontrar el camino de regreso.
- Se deja a un niño en el automóvil, camión o camioneta de sus padres.
- Un niño está en un área concurrida sin ventanas (un salón de clases, sótano, etc.) y tiene roces con otras personas, o lo ponen allí como medio de castigo.

### Fobia preparada
Hay investigaciones que sugieren que la claustrofobia no es totalmente una fobia adquirida o clásicamente condicionada. No se trata necesariamente de un miedo innato, sino de lo que se denomina una «fobia preparada». Según Erin Gersley en su libro Fobias: causas y tratamientos, los humanos están genéticamente predispuestos al miedo. La claustrofobia podría entrar en esta categoría, entre otras cosas, por su “amplia distribución... inicio temprano y aparente fácil adquisición, y sus características no cognitivas”. La adquisición de la claustrofobia puede ser parte de un mecanismo de supervivencia evolutivo vestigial, un miedo latente de quedar atrapado o asfixia que una vez fue importante para la supervivencia de la humanidad y que podría despertarse fácilmente en cualquier momento. Entornos hostiles en el pasado habrían hecho necesario este tipo de miedo preprogramado, por lo que la mente humana desarrolló la capacidad de “condicionamiento eficiente del miedo a ciertas clases de estímulos peligrosos”.
Stanley Rachman proporciona un argumento para esta teoría en su artículo Fobias. Está de acuerdo con la afirmación de que las fobias generalmente se refieren a objetos que constituyen una amenaza directa para la supervivencia humana, y que muchas de estas fobias se adquieren rápidamente debido a una “preparación biológica heredada”. Esto provoca una fobia preparada, que no es del todo innata, pero se aprende amplia y fácilmente. Como explica Rachman en el artículo: “Las principales características de las fobias preparadas son que se adquieren con mucha facilidad, son selectivas, estables, biológicamente significativas y probablemente [no cognitivas]”. «Selectivas» y «biológicamente significativas» significan que solo se relacionan con cosas que amenazan directamente la salud, la seguridad o la supervivencia de un individuo. «No cognitivas» sugiere que estos miedos se adquieren de manera inconsciente. Ambos factores apuntan a la teoría de que la claustrofobia es una fobia preparada que ya está preprogramada en la mente de un ser humano.

## Síntomas
La claustrofobia se clasifica como un trastorno mental y del comportamiento, específicamente un trastorno de ansiedad. Los síntomas generalmente se desarrollan durante la niñez o la adolescencia. Por lo general, se cree que la claustrofobia tiene un síntoma clave: el miedo a la asfixia, En al menos una, sino varias, de las siguientes áreas: habitaciones pequeñas, aparatos de resonancia magnética o tomografía computarizada automóviles, autobuses, aviones, trenes, túneles, sótanos, ascensores y cuevas
Estar encerrado o pensar en estar encerrado en un espacio confinado puede desencadenar temores de no poder respirar adecuadamente y quedarse sin oxígeno. No siempre es el pequeño espacio lo que desencadena estas emociones, sino más bien el miedo a las posibilidades de lo que podría suceder mientras se está confinado en esa área. Cuando los niveles de ansiedad comienzan a alcanzar cierto nivel, la persona puede comenzar a experimentar:
- Sensación de falta de aire
- Sudoración
- Latidos acelerados
- Falta de aliento o hiperventilación
- Dolor en el pecho
- Temblores
- Aturdimiento o desmayo
- Náuseas
- Mareo
- Sensación de tener pavor, terror, pánico

Otras señales de claustrofobia incluyen: Buscar automática y compulsivamente por las salidas cuando se está en un cuarto o sentirse temeroso si las puertas están cerradas. Evitar los elevadores, subirse a trenes subterráneos o a aviones, o a un auto cuando hay mucho tráfico. En situaciones sociales donde hay mucha gente, permanecer cerca de las salidas
Experimentar cualquiera de estos síntomas no implica que se deban a la claustrofobia. Estos síntomas pueden ser causados por otras condiciones de salud, algunas de ellas potencialmente peligrosas.

## Tratamientos

### Psicoanálisis
El psicoanálisis es un proceso largo y costoso, que se centra en averiguar las causas profundas de la fobia, normalmente asociadas a un trauma o hecho profundamente desagradable sucedido en la infancia. Los resultados de este tipo de terapia están en discusión, si bien su éxito ha sido probado en numerosas ocasiones en trastornos fóbicos que no han desaparecido usando otros tipos de psicoterapia.
El tipo más común de tratamiento para la claustrofobia involucra a Martina y asesoría de salud mental enfocada a vencer el miedo y a controlar las situaciones desencadenantes. Los diferentes tipos de estrategias incluyen:

### Terapia cognitivo-conductual
La terapia cognitivo-conductual (TCC) es una estrategia que involucra el aprender a modificar los pensamientos y comportamientos que se activan cuando la persona se enfrenta a una situación que le produce miedo y ansiedad. Además, es una forma de tratamiento ampliamente aceptada para la mayoría de los trastornos de ansiedad También se cree que es particularmente eficaz para combatir los trastornos en los que el paciente en realidad no teme una situación, sino que teme lo que podría resultar de estar en tal situación El objetivo final de la terapia es modificar los pensamientos distorsionados o los conceptos erróneos asociados con lo que se teme; la teoría es que modificar estos pensamientos disminuirá la ansiedad y evitará ciertas situaciones Por ejemplo, la terapia cognitivo-conductual intentaría convencer a un paciente claustrofóbico de que los ascensores no son peligrosos, pero, de hecho, son muy útiles para llevarlo a donde le gustaría ir más rápido. Un estudio realizado por Stanley Rachman demuestra que la terapia cognitivo-conductual disminuyó el miedo y los pensamientos negativos.

### Exposiciónin vivoo gradual progresiva
La exposición in vivo es un método que obliga a los pacientes a enfrentar sus miedos exponiéndolos por completo a cualquier miedo que estén experimentando. Esto generalmente se hace de manera progresiva comenzando con exposiciones menores y avanzando hacia exposiciones severas Por ejemplo, un paciente claustrofóbico comenzaría subiendo a un ascensor y continuaría con una resonancia magnética. Varios estudios han demostrado que este es un método eficaz para superar diversas fobias, incluida la claustrofobia Stanley Rachman también probó la efectividad de este método en el tratamiento de la claustrofobia y descubrió que disminuye el miedo y los pensamientos negativos en un promedio de casi un 75 % en sus pacientes De los métodos que probó en este estudio en particular, esta fue, con mucho, la reducción más significativa
Así mismo, cuando la exposición in vivo no está disponible o no es posible, también se recomiendan métodos de confrontación de realidad virtual.

### Exposición interoceptiva
La exposición interoceptiva es un método que intenta recrear sensaciones físicas internas dentro de un paciente en un ambiente controlado y es una versión menos intensa de la exposición in vivo. Este fue el último método de tratamiento probado por Stanley Rachman en su estudio de 1992 Redujo el miedo y los pensamientos negativos en aproximadamente un 25 %. Estos números no coincidieron del todo con los de la exposición in vivo o la terapia cognitiva-conductual, pero aun así dieron como resultado reducciones significativas.

### Tratamientopsicofarmacológico
Este tipo de tratamiento sólo suele usarse en los casos más graves conjuntamente con tratamiento psicológico.

### Otros tipos de tratamientos
Otras formas de tratamiento que también han demostrado ser razonablemente efectivas son la psicoeducación, el contracondicionamiento, la hipnoterapia regresiva y el reentrenamiento de la respiración. Los medicamentos que se prescriben a menudo para ayudar a tratar la claustrofobia incluyen antidepresivos y betabloqueadores, que ayudan a aliviar los síntomas de los latidos del corazón que a menudo se asocian con los ataques de ansiedad. También técnicas de relajación y visualización diseñadas para calmar el miedo cuando se está en un ambiente claustrofóbico.